# Roberto Lorenzini
Roberto Lorenzini  (* 9. července 1966, Milan, Itálie) je bývalý italský fotbalista. Momentálně se věnuje trenéřině u týmu AC ChievoVerona v juniorech. Trénoval i juniorku AC Milan a též kluby nižších lig.

## Statistika
| Klub            | Sezóna  | Liga   | Liga | Pohár  | Pohár | LM či EL | LM či EL | celkem | celkem |
| Klub            | Sezóna  | Zápasy | Góly | Zápasy | Góly  | Zápasy   | Góly     | Zápasy | Góly   |
| --------------- | ------- | ------ | ---- | ------ | ----- | -------- | -------- | ------ | ------ |
| AC Milan        | 1986/87 | 5      | 0    | 2      | 0     | 0        | 0        | 7      | 0      |
| Calcio Como     | 1987/88 | 12     | 0    | ?      | ?     | ?        | ?        | ?      | ?      |
| Calcio Como     | 1988/89 | 26     | 0    | ?      | ?     | ?        | ?        | ?      | ?      |
| Calcio Como     | 1989/90 | 29     | 2    | ?      | ?     | ?        | ?        | ?      | ?      |
| AC Ancona       | 1990/91 | 29     | 2    | ?      | ?     | ?        | ?        | ?      | ?      |
| AC Ancona       | 1991/92 | 35     | 3    | ?      | ?     | ?        | ?        | ?      | ?      |
| AC Ancona       | 1992/93 | 27     | 0    | ?      | ?     | ?        | ?        | ?      | ?      |
| FC Janov        | 1993/94 | 22     | 1    | ?      | ?     | ?        | ?        | ?      | ?      |
| AC Milan        | 1994    | 0      | 0    | 1      | 0     | 0        | 0        | 2      | 0      |
| AC Turin        | 1994/95 | 18     | 0    | ?      | ?     | ?        | ?        | ?      | ?      |
| Piacenza Calcio | 1995/96 | 16     | 0    | ?      | ?     | ?        | ?        | ?      | ?      |
| AS Lucchese     | 1996/97 | 8      | 0    | ?      | ?     | ?        | ?        | ?      | ?      |
| Faenza Calcio   | 1998/99 | 30     | 1    | ?      | ?     | ?        | ?        | ?      | ?      |
| Faenza Calcio   | 1999/00 | 5      | 1    | ?      | ?     | ?        | ?        | ?      | ?      |
| Faenza Calcio   | Celkově | 262    | 10   | ?      | ?     | ?        | ?        | ?      | ?      |

## Úspěchy

### Klubové
- 1× vítěz italského superpoháru (1994)